# Miristoil-CoA 11-(Z) desaturasi
La miristoil-CoA 11-(Z) desaturasi è un enzima appartenente alla classe delle ossidoreduttasi, che catalizza la seguente reazione:
miristoil-CoA + NAD(P)H + H+ + O2 ⇄ (Z)-11-tetradecenoil-CoA + NAD(P)+ + 2 H2O
L'enzima è coinvolto nella sintesi del feromone del sesso nella falena Spodoptera littoralis. Il composto (Z)-11-tetradecenoil-CoA è generato dalla rimozione stereospecifica dell'idrogeno pro-R dal carbonio-11 e -12. La miristoil-CoA 11-(E) desaturasi (numero EC 1.14.99.31), genera l'isomero Z mediante taglio stereospecifico dell'idrogeno pro-R sul C-11 e pro-S sul C-12.